# Hugues d'Eu
Hugues d'Eu (Hugo) est un évêque de Lisieux (1049-1077).

## Famille
Hugues appartient à la famille des Richardides, descendant des ducs de Normandie Richard Ier et Richard II. Il est le fils naturel de Guillaume d'Eu et de Lesceline. Il a eu deux frères connus : Robert d'Eu et Guillaume Busac.

## Biographie
Guillaume de Poitiers puis Orderic Vital le dépeignent avec un portrait flatteur. Il devient évêque de Lisieux très jeune, en 1049. Sous son épiscopat, il achève la reconstruction de la cathédrale et procède à sa dédicace selon la Neustria Pia le 8 juillet 1060 et fait venir de Bourges à cette occasion les reliques de saint Ursin. Il organise le chapitre cathédral, composé d'un doyen, un trésorier et un cantor.
Vers 1050, il fonde avec son frère et sa mère l'abbaye Saint-Désir de Lisieux, composé de religieuses venant de Saint-Pierre-sur-Dives puis de moines bénédictins. Le 7 octobre 1050, il bénit Thierry de Mathonville, premier abbé de l'abbaye de Saint-Évroult depuis sa restauration. Il bénit deux autres abbés de Saint-Évroult: Osberne (1061) et Mainier d'Échauffour (1066).
Il assiste au concile de Lillebonne où est décidée l'expédition du duc Guillaume pour l'Angleterre. Il est présent lors de la dédicace de l'abbatiale de Jumièges le 1er juillet 1067, aux conciles de Rouen en 1069, 1072 et 1074, ainsi qu'aux dédicaces des cathédrales de Bayeux et Évreux et celle de l'abbatiale de Caen en 1077.
Alors qu'il tombe malade à Pont-l'Évêque, il meurt sur le chemin du retour le 17 juillet 1077. Il est inhumé à l'abbaye Saint-Désir. Sa tombe est découverte par François Cottin au centre du sanctuaire de la première abbatiale à la fin des années 1950.